# Winchester '73
Winchester '73 je filmový western USA z roku 1950. Hlavní role vytvořili James Stewart, Shelley Winters a Stephen McNally.

## Příběh
Pohraniční hlídač Lin McAdam (James Stewart) se snaží vystopovat vraha svého otce a otcovu pušku, která je jediná svého druhu: Winchester '73. Puška se postupně dostává do rukou nejrůznějších zabijáků, včetně bláznivého cestáře (Dan Duryea), bezcharakterního prodavače zbraní (John McIntire), mladého indiánského náčelníka (Rock Hudson) a vraždícího McAdamova vlastního bratra (Stephen McNally).